# Profeten (eksperimentalfilm)
|  | Denne artikel er oprettet af botten Steenthbot ud fra en ekstern database. Den kan derfor have sproglige fejl eller mangler. Denne skabelon kan fjernes efter kontrol af indholdet. |

Profeten er en dansk eksperimentalfilm fra 1991 instrueret af Anders Flensborg og efter manuskript af Anders Flensborg og Mik Laub.

## Handling
Profeten er alene på en meget lille klode med sit skilt, hvorpå der står: DOMMEDAG NU!!!